# Analogue Audio Association
Die Analogue Audio Association (AAA, e.V.) zur Erhaltung und Förderung der analogen Musikaufnahme und -wiedergabe wurde 1990 gegründet.
Ziel ist, dass die analoge Schallplatte nicht der digitalen Musikwiedergabe zum Opfer fällt. Sie setzt sich mit allen Aspekten einer sinnvollen Anwendung der modernen analogen Aufnahme- und Wiedergabetechnik auseinander. Sie bietet der Tradition der Schallplatte, des Schallplattenspielers und klassischer Hi-Fi-Technik einen Raum. Neben der Pflege und Popularisierung der Vinylschallplatte kümmert sie sich um die analoge Tonbandwiedergabe.
Die Analogue Audio Association bietet ihren Mitgliedern vielfältige Möglichkeiten, sich im Bereich analoger Aufnahmetechnik und Musikwiedergabe zu informieren und kreativ einzubringen.
Unter der Bezeichnung 'Edition Phönix' bietet die AAA rein analog produzierte LPs an, bei denen es sich häufig um hochwertige Reissues musikalisch und klanglich überzeugender Aufnahmen handelt. So wurden in dieser Reihe 11 Titel aus den Archiven des ehemaligen DDR-Labels Eterna wiederveröffentlicht. Die Edition Phönix umfasst mittlerweile 22 LP-Titel, von denen ein Großteil vergriffen ist.
Im Jahr 2007 sorgte die AAA für Aufsehen, indem sie auch begann, vorbespielte Tonbänder hoher Qualität zu produzieren. Da die Industrie dieses Format schon seit Jahrzehnten nicht mehr bedient, ist die AAA zum gegenwärtigen Zeitpunkt der einzige europäische Anbieter derartiger Bänder. Ein ähnliches Projekt gibt es in den USA. Die ersten sechs Titel aus der Tonbandreihe der AAA sind Masterband-Kopien, die vom österreichischen Label Quinton lizenziert wurden.
Die Analogue Audio Association publiziert vierteljährlich die Vereinszeitschrift „analog“ (früher: „analog aktuell“) mit Beiträgen über Musikproduktionen mit analogem Bezug, Firmenreportagen sowie Plattenbesprechungen. Leitender Redakteur: Klaus v.d. Gathen.
Durchschnittlich zweimal jährlich präsentiert die AAA in einem öffentlichen zweitägigen „Analog-Forum“ eine Kombination aus Geräteausstellung, Musikvorführungen, Vorträgen und Verkaufsangeboten rund um LP und Tonband, bisher unter anderem in Krefeld, Düsseldorf, Frankfurt, Stuttgart, Mannheim, München und Hamburg.
Die AAA verfügt über mehrere sogenannte Börsengruppen, die auf diversen LP-Börsen mit eigenem Verkaufsstand präsent sind.
Mitglieder und Interessierte könne Themen um die analoge Musikwiedergabe bei privaten „Analog-Stammtischen“ diskutieren etwa in Köln, Dortmund, Stuttgart und München, im Rheinland und im Bergischen Land.
Die AAA betreibt ein Internet-Forum zum Austausch über Aspekte der analogen Musikaufnahme und -reproduktion, das sich zum weltweit größten Forum auf diesem Spezialgebiet entwickelt hat.
Der aktuelle Vorstand der Analogue Audio Association ist seit 2006 im Amt und besteht (Stand Oktober 2015) aus:
- Rainer Bergmann, 1. Vorsitzender
- Christoph Held, 2. Vorsitzender
- Thomas Schmitz, Kassenwart
- Norbert Bürger, Schriftführer

In der Schweiz und auch in Österreich gibt es ähnliche als „Analogue Audio Association“ bezeichnete Organisationen. Sie sind der deutschen AAA freundschaftlich und ideell verbunden, aber von ihr rechtlich und organisatorisch unabhängig.